# Мамедов, Абульфат Гейдар оглы
Абульфат Гейдар оглы Мамедов — азербайджанский советский государственный деятель. Народный комиссар земледелия Азербайджанской ССР (1937—1938). Депутат Верховного Совета СССР 1-го созыва.

## Биография
Родился в 1898 году в Бакинской губернии. Член ВКП(б) с 1920 года.
С 1920 года — на хозяйственной, общественной и политической работе. На хозяйственной работе в Закавказской СФСР. Выпускник Всесоюзной Промышленной академии имени Сталина. Директор Бакинского текстильного комбината им. Ленина. 
Председатель Азербайджанского республиканского совета профсоюзов.
Народный комиссар земледелия Азербайджанской ССР (10 июня 1937 — апрель 1938).
Заместитель начальника ватерного цеха Текстильного комбината им. Ленина.
Избирался депутатом Верховного Совета СССР 1-го созыва.
В июле 1938 года был арестован по обвинению в том, что являлся одним из руководителей «Запасного правотроцкистского центра контрреволюционной националистической организации». Как и другие арестанты по этому делу, подвергся пыткам и избиениям, в связи с чем был вынужден признать выдвинутое против него обвинение. Однако в 1939 году отказался от своих показаний. После этого дело несколько раз возвращалось на доследование. Наконец в 1941 году был осужден приговором суда на 10 лет исправительно трудовых лагерей с конфискацией имущества. 
В 1955 году определением Военной Коллегии Верховного Суда СССР был реабилитирован. 
Был женат на Фатиме Гаибовой (тетя Исмета Исмаил оглы Гаибова, первого Генерального прокурора Азербайджанаи).
Дочь, Шаргия Мамедова, скончалась в 2001 году.
Умер в Баку в 1957 году. Похоронен на Аллее почётного захоронения.